# Geete
Geete är en svensk adlig ätt från Stockholm  med professorn vid Uppsala universitet Ericus Jacobi Skinnerus (död 1597). Skinnerus var son till borgaren Jacob Larsson Skinnare i Stockholm och hans mor tillhörde den medeltida frälseätten Geete, varifrån denna adelsätt upptagit sitt namn.  Hans son, Jakob Skinnare (Ericus Tranevardus) adlades 1627 med namnet Geete.
Ätten introducerades vid Riddarhuset år 1627 på nummer 167. Ätten är en av de 300 ätterna som år 1778 uppflyttades från tredje till andra klassen.

## Kända medlemmar
- Erik Geete (borgmästare) (1587–1651), jurist, Stockholms borgmästare
- Carl Johan Geete (1728–1765), svensk sjöofficer och tecknare
- Erik Adolf Geete (1730–1795), svensk militär och akvarellmålare
- Samuel Vilhelm Geete (1733–1759), svensk militär och tecknare
- Alexander Geete (1736-1772), svensk konstnär
- Adolf Sebastian Geete (1770–1825), militär
- Robert Geete (1849–1928), biblioteksman, språkforskare, utgivare av fornsvenska texter
- Erik Geete (jägmästare) (1881–1952), jägmästare och idrottsfrämjare
- Gustaf Geete (1882–1970), borgmästare i Falun
- Porse Geete (1893–1969), militär

### Fotnoter
1. ↑  Riddarhuset ätt- och vapenbas
2. ↑  ”Arkiverade kopian”. Arkiverad från originalet den 6 oktober 2007. https://web.archive.org/web/20071006113654/http://www.riddarhuset.se/jsp/index.jsp?id=553&state=2&postId=543. Läst 30 oktober 2006.
3. ↑  ”Arkiverade kopian”. Arkiverad från originalet den 29 september 2006. https://web.archive.org/web/20060929072118/http://riddarhuset.se/jsp/admin/archive/sbdocarchive/atter_bokstvordn.pdf. Läst 30 oktober 2006.